# Grünarassaris
Die Grünarassaris (Aulacorhynchus) sind eine Gattung der Vögel aus der Familie der Tukane (Ramphastidae) innerhalb der Spechtvögel (Piciformes). Die Gattung umfasst acht bis elf Arten. Die IUCN stuft eine Art, nämlich den Gelbbrauenarassari als stark gefährdet (endangered) ein. Das Verbreitungsgebiet dieser Art ist sehr klein und im Verbreitungsgebiet dieser Art haben sich Coca-Anbauer niedergelassen, so dass davon auszugehen ist, dass das Areal, das dem Gelbbrauenarassari geeigneten Lebensraum bietet, schrumpft. Der Bestand wird von der IUCN auf 1.000 bis 2.499 geschlechtsreife Individuen geschätzt. Die übrigen Arten werden von der IUCN als nicht gefährdet (least concern) eingestuft.

## Beschreibung
Alle Arten erreichen eine Körpergröße von 38 bis vierzig Zentimeter. Sie haben ein vorwiegend grünes Gefieder mit blauen Abzeichen am Kopf. Der Schwanz ist gerade, die meisten Arten weisen braune Schwanzspitzen der Mittelfedern auf. Der Schnabel ist seitlich gefurcht und im Verhältnis zur Körpergröße groß, wie in dieser Familie normal. Die Kehle ist weiß, grau oder blau. Die Schwanzunterseite sowie die Spitze der Schwanzfedern heben sich bei einigen Arten rot ab. Ein auffälliger Sexualdimorphismus besteht nicht, Weibchen haben jedoch deutlich kleinere Schnäbel. Der Größenunterschied zu den Männchen kann bis zu zwanzig Prozent betragen. Die einzelnen Arten unterschieden sich hauptsächlich durch ihre jeweilige Schnabelfärbung sowie durch ihre Lautäußerungen voneinander.

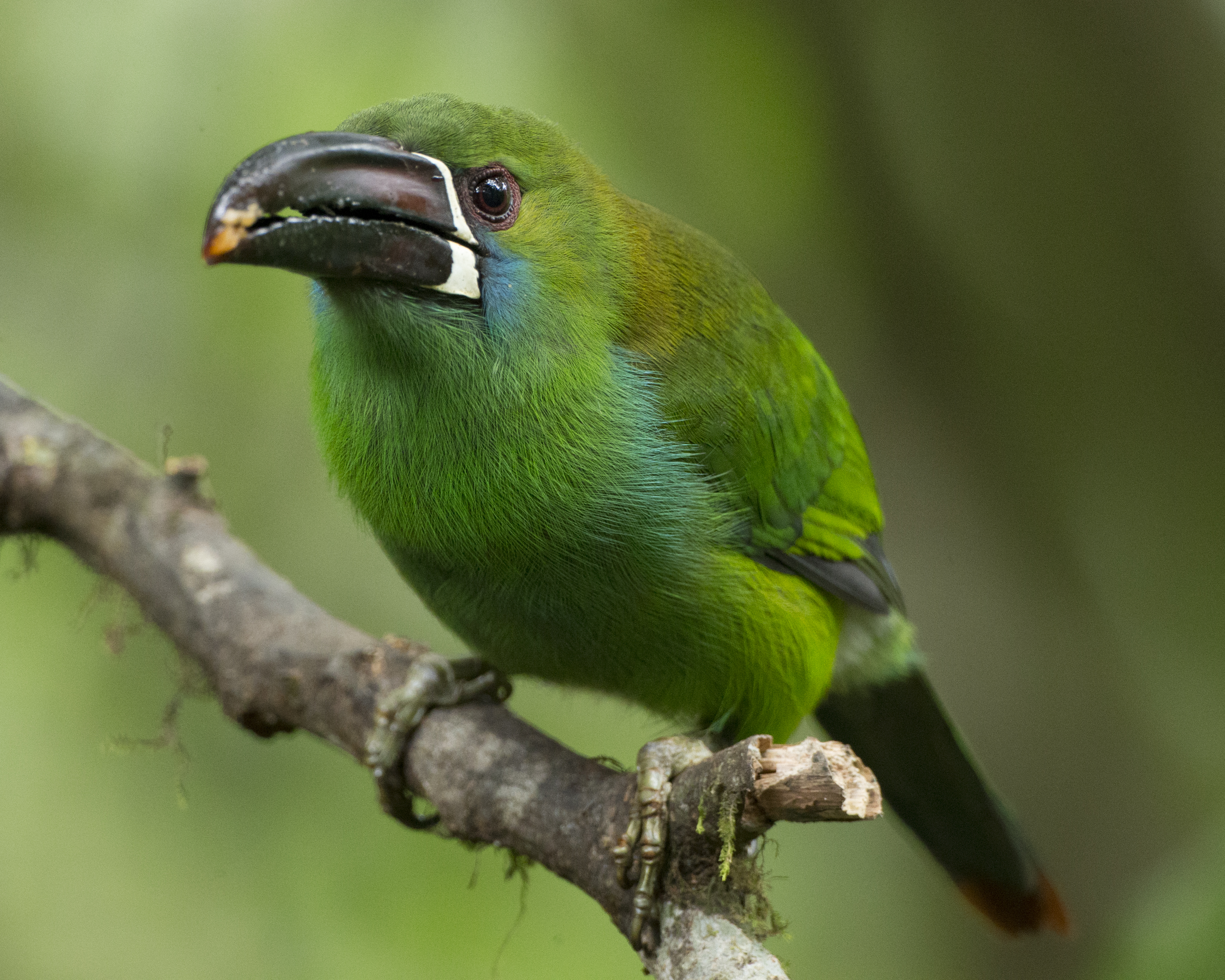
Blutbürzelarassari (A. haematopygus)

## Lebensweise
Die Fortpflanzungsweise ist nur beim Blutbürzelarassari und beim Laucharassari gut dokumentiert. Insbesondere beim Blutbürzelarassari stammt ein Großteil der Erkenntnisse aus Gefangenschaftshaltung. Blutbürzelarassaris brüten hauptsächlich in alten Spechthöhlen. Die Öffnungen werden von ihnen gelegentlich vergrößert. In Gefangenschaft gehaltene Blutbürzelarassaris legen bis zu vier weiße Eier. Die Brutzeit beträgt 16 bis 17 Tage. Der Legeabstand beträgt etwa einen Tag, mit der Brut beginnen Blutbürzelarassaris vor der Ablage des letzten Eis. Beide Elternvögel sind an der Brut beteiligt, den größeren Anteil am Brutgeschäft hat jedoch der weibliche Elternvogel. Frisch geschlüpfte Nestlinge sind zunächst nackt und rosafarben. Sie sind lediglich oberhalb der noch geschlossenen Augen etwas bläulich. Beide Elternvögel füttern. Die Nahrung der Nestlinge besteht zunächst aus Insekten, Früchte und kleinen Vögeln. Der Kot wird von den Elternvögeln aus den Nisthöhlen entfernt. Die Jungvögel sind in einem Alter von etwa sieben Wochen flügge. Nach dem Ausfliegen kehren die Jungvögel noch eine Weile zurück, um dort zu ruhen und die Elternvögel füttern ihren Nachwuchs über einen Zeitraum von mehreren Wochen nach dem Ausfliegen. Vermutlich bleiben die Jungvögel bis zur nächsten Fortpflanzungszeit in der Nähe der Elternvögel. Bei anderen Arten wie beispielsweise dem seltenen Gelbbrauenarassari ist noch nicht einmal die Fortpflanzungszeit genau bekannt.

## Verbreitung und Lebensraum
Grünarassaris bewohnen Gebirgswälder von Südmexiko bis Bolivien und Guyana. Sie bevorzugen Höhen ab 900 bis zu 3000 m und mehr. Sie sind an starke Temperaturschwankungen durch ihr dichtes Gefieder angepasst und ziehen im Winter in tiefere Regionen.

## Arten
- Weißkehlarassari (A. albivitta)
- Schwarzkinnarassari (A. atrogularis)
- Blaukehlarassari (A. caeruleogularis)
- Grauschnabelarassari (A. coeruleicinctis)
- Derby-Arassari (A. derbianus)
- Blutbürzelarassari (A. haematopygus)
- Gelbbrauenarassari (A. huallagae)
- Laucharassari (A. prasinus)
- Blauzügelarassari (A. sulcatus)
- Waglerarassari (A. wagleri)
- Tepuiarassari (A. whitelianus)

## Belege